# Ann Antidote
Ann Antidote es una persona  no binaria de Portugal que se dedica al arte y a la educación, y que da vida a obras de arte eclécticas centradas en formas de vida y momentos inclusivos, solidarios, queer, consensuados, disidentes o francamente incómodos. activa en los campos del vídeo, la instalación, el shibari, la performance y el sonido. Su obra aborda cuestiones políticas y de justicia social, normalmente representando estilos de vida queer, sex-positive o poliamorosos.

## Trayectoria
Antidote vive en Berlín y es autodidacta. Trabaja activamente en varios campos del arte con la música, el cine, la performance, la práctica y la enseñanza del bondage con cuerdas, a menudo toman forma en zonas autónomas temporales y viajan por todo el mundo, en contextos heterogéneos como casas ocupadas, proyectos de casas cooperativas, estructuras urbanas recuperadas, plataformas de streaming, fiestas, museos y galerías.
Ha participado activamente en la política de formas de vida colectivas y solidarias, así como en estilos de vida queer y sex-positive como opciones válidas, viables y dignas de respeto.  Sin arrepentirse de su anterior vida en la física, en 2009 dejó su trabajo diario no relacionado con el arte, y fundó el proyecto colectivo «The Strange Life of the Savages», y estos proyectos se convirtieron en sus ocupaciones a tiempo completo.
En los últimos años, se ha involucrado en producciones cinematográficas influidas por la pospornografía y la pornografía feminista, término acuñado por la ex actriz porno Annie Sprinkle, conocida por la película Deep inside Annie Sprinkle (1981).
Antidote aprende continuamente y trabaja en mantener sus eventos no-normativos, trans-inclusivos, cuerpo-positivos, basados en el consentimiento explícito y la inclusión, evitando prácticas y mentalidades basadas en jerarquías, eficiencia o competición. A efectos de investigación, entre sus maestros se encuentran: Dasniya Sommer, Arisue Go, Hourai Kasumi, Miumi-U, Felix Rückert sólo por mencionar una pequeña selección.
Antidote sigue siendo una figura influyente en el arte contemporáneo, utilizando su obra como herramienta para explorar y promover temas sociales progresistas.

## Obras seleccionadas

### Filmografía (selección)
- 2010 - Vacations in slut meadow (orig. Schlampenau),[14]  co-dirigido con Lun Ário.
- 2011 - Remember Gay Love Story, junto a KAy Garnellen y Lun Ário.[15]
- 2016 - There are vulvas around you, if you choose to see them.[16]
- 2018 - At dagger's drawn, [17][18] co-dirigido con Notorische Ruhestörung.[19]
- 2019 - A story of seasons, co-dirigido con Caine Panick y Misantropikal.[20]
- 2021 - MensPlaining. [21]

### Instalaciones (selección)
- 2013 - Where does your body end - comisionada para la Art Porn Week[22]  en la galería Mind Pirates de Berlín.
- 2015 - Parole, parole - comisionada para el festival QuEAR (festival transtonale, Berlín).[23]